# Operation Maritime Guard
Operation Maritime Guard war eine NATO-Seeblockade im adriatischen Meer des ehemaligen Jugoslawiens zur Zeit der Jugoslawienkriege.

## Hintergrund
Die Operation begann am 22. November 1992 auf Grundlage der UN-Sicherheitsrat Resolution 787, welche die beteiligten Staaten dazu aufforderte, den beschlossenen UN-Embargos nachzugehen und diese durchzusetzen.
Sie autorisierte die NATO Gewalt anzuwenden, Schiffe zu stoppen, zu inspizieren und umzulenken. Alle Schiffe, die das ehemalige Meeresterritorium Jugoslawiens betraten, mussten sich einer Inspektion unterziehen. Die Vorgängermission Operation Maritime Monitor hatte hingegen noch kein Durchsetzungsmandat.

## Beteiligte Kräfte
Die Operation wurde mithilfe von Zerstörern aus Deutschland, Italien, Griechenland, dem Vereinigten Königreich, der Türkei und mit Fregatten der USA durchgeführt. Man war dazu befähigt Schiffe, welche die Blockade missachteten, zu versenken. Schiffe wie die Fregatte Kauffman oder der Flugzeugträger Theodore Roosevelt waren an der Blockade beteiligt.
1032 Schiffe wurden insgesamt inspiziert und 9 verstießen gegen das UN-Embargo.
Die Operation wurde von US-Admiral Jeremy M. Boorda geleitet.

## Nachfolger
Die Operation wurde 1993 beendet und ihr Nachfolger war Operation Sharp Guard, welche bis 1996 dauerte.